# Bành Bội Vân
Bành Bội Vân (giản thể: 彭佩云; sinh năm 1929 tại Lưu Dương, tỉnh Hồ Nam) là chính khách nước Cộng hòa Nhân dân Trung Hoa.

## Tiểu sử
Bành Bội Vân được nhận vào Đại học Liên hiệp Tây Nam (sau đổi tên là Đại học Liên hiệp quốc lập Tây Nam) ở tuổi 15. Bà tốt nghiệp từ Đại học Thanh Hoa và gia nhập Đảng Cộng sản Trung Quốc (CPC) vào năm 1946. Bà nắm giữ một số chức vụ trong các chi nhánh CPC ở các cơ sở giáo dục công lập. Bành Bội Vân được bổ nhiệm làm Phó Bí thư Đảng ủy Đại học Bắc Kinh trước khi bà bị tố cáo bởi Nhiếp Nguyên Tử, bị giáng chức và được gửi đến vùng nông thôn trong Cách mạng Văn hóa.
Bành Bội Vân đã được phục hồi gần cuối của cuộc Cách mạng Văn hóa. Bà đã gia nhập Bộ Giáo dục và trở thành Thứ trưởng trước khi được bổ nhiệm làm Chủ nhiệm Ủy ban Kế hoạch hóa gia đình quốc gia (sau đổi tên là Ủy ban Dân số và Kế hoạch hóa gia đình quốc gia). Năm 1993, Bành Bội Vân trở thành Ủy viên Quốc vụ. Năm 1998, bà được bầu làm Phó Ủy viên trưởng Ủy ban Thường vụ Đại hội Đại biểu Nhân dân Toàn quốc và Chủ tịch Hội Liên hiệp Phụ nữ toàn quốc Trung Hoa. Năm 1999, bà được bầu làm Hội trưởng Hội Chữ thập đỏ Trung Quốc. Bà đã tái đắc cử Hội trưởng Hội Chữ thập đỏ năm 2004.
Bành Bội Vân được bầu chọn là một đại biểu để dự Đại hội đại biểu Toàn quốc Đảng Cộng sản Trung Quốc khóa thứ 12 và 13. Bà là Ủy viên Ban Chấp hành Trung ương Đảng Cộng sản Trung Quốc các khóa 14 và 15.

## Đời tư
Bành Bội Vân kết hôn với Vương Hán Bân, một chính khách Trung Quốc cũng được bầu làm Phó Ủy viên trưởng của Ủy ban Thường vụ Đại hội đại biểu Nhân dân toàn quốc và Ủy ban Trung ương Đảng Cộng sản Trung Quốc. Đôi vợ chồng có bốn người con.